# В «Мулен Руж»
«В „Мулен Руж“» (фр. Au Moulin Rouge) — картина французского художника Анри де Тулуз-Лотрека, написанная маслом на холсте в период с 1892 по 1895 год. На её заднем плане фактически изображён автопортрет художника в профиль. Это полотно входит во множество работ Тулуз-Лотрека, посвящённых кабаре «Мулен Руж», появившемуся в Париже в 1889 году.

## Описание
В центре картины представлена группа из трёх мужчин и двух женщин, сидящих вокруг стола, стоящего на полу кабаре. Все они известны, крайним слева изображён писатель Эдуар Дюжарден и далее по часовой стрелке: танцовщица Ла Макарона, фотографы Поль Секо и Морис Гибер и повернувшаяся спиной Жанна Авриль, наиболее приметная фигура в этой группе, узнаваемая по своим огненным красно-рыжим волосам. Справа на переднем плане, по-видимому, сидящей за другим столом изображена английская танцовщица Мэй Милтон с ярко накрашенными красными губами. Её лицо озаряет характерный зеленоватый свет и тень. Справа на заднем плане представлена поправляющая свои волосы Ла Гулю, танцовщица в «Мулен Руж», в компании неизвестной женщины. На заднем плане чуть левее от центра полотна изображён сам невысокий Тулуз-Лотрек, а рядом с ним — доктор Габриэль Тапи де Селейран.

## Место хранения и отзывы
Картина «В „Мулен Руж“» является частью Мемориальной коллекции Хелен Бёрч Бартлетт в Чикагском институте искусств, где она впервые была выставлена 23 декабря 1930 года. В 2011 году полотно выставлялось в Лондоне в Институте искусств Курто. Искусствовед Джонатан Джонс назвал эту картину шедевром и отметил, что «сцена в чём-то более экзотична и захватывающая, чем любое воссоздание „Мулен Руж“ или Монмартр в популярной культуре».